# Goldene Ananas

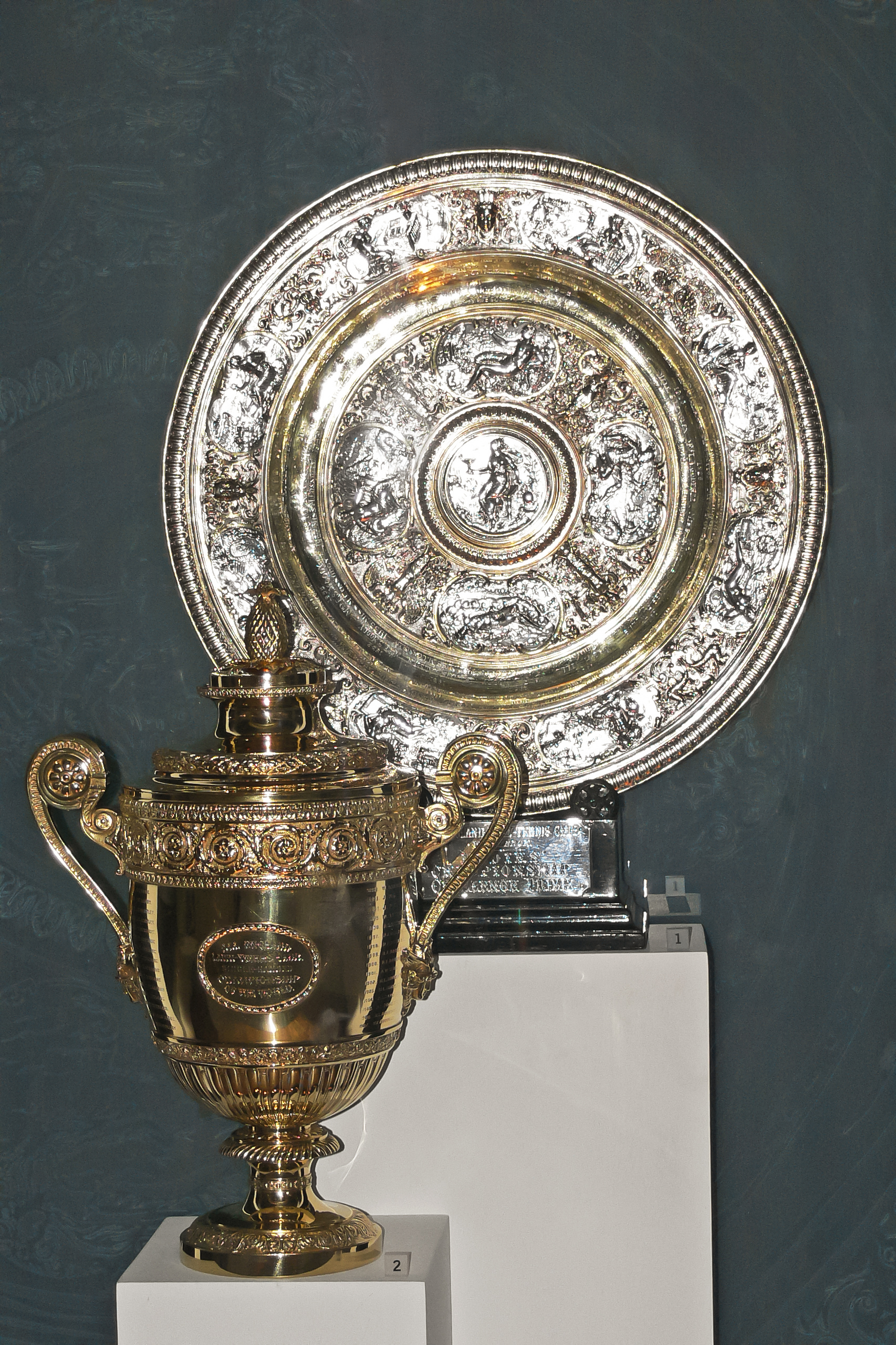
Trophäen von Wimbledon – vorne der Herrenpokal mit goldener Ananas.

Die Goldene Ananas ist als umgangssprachliche Redewendung ein fiktiver Preis, der für einen Wettbewerb mit eigentlich irrelevantem Ausgang vergeben wird.
Der Begriff wird überwiegend für Sportereignisse verwendet. So werden Begegnungen als Spiel um die goldene Ananas bezeichnet, wenn deren Ausgang für beide Mannschaften bzw. Spieler nicht mehr relevant ist, weil die Entscheidungen über Meisterschaft, Pokalsieg, Qualifikation oder Klassenerhalt bereits vor der Partie gefallen sind.
Im Fußball wird diese Bezeichnung insbesondere bei Partien des letzten Spieltages verwendet. Während der Begriff zum einen die Bedeutungslosigkeit dieses Spiels unterstreicht, hat er zum anderen aber immer auch eine abwertende Konnotation für die Beteiligten: Sie nehmen eben nicht (mehr) am Wettbewerb um den eigentlich erstrebten Titel teil.
In der Formel 1 wird häufig derjenige, der im Freitagstraining die Bestzeit aufstellt, als Gewinner der goldenen Ananas bezeichnet, da die Reihung in diesem Training keinen Einfluss auf die Startaufstellung hat und daher entsprechend unbedeutend ist. Auch für den besten Platz außerhalb der Punkte im Rennen gibt es diese Bezeichnung.

## Trivia
- Auf dem Deckel des Preispokals für das Herreneinzel der Tennismeisterschaften von Wimbledon thront dagegen tatsächlich eine goldene Ananas.[5]
- In den Geistes- und Naturwissenschaften ist das Pendant zur goldenen Ananas das von Loriot erfundene Jodeldiplom.